# Escuela Entrenamiento Básico De Infantería
Escuela Entrenamiento Básico de Infantería fue un cuerpo militar de élite que pertenecía a la Guardia Nacional de Nicaragua la cual fue fundada entre 1976-1977 y creada por el Mayor Anastasio Somoza Portocarrero, hijo del dictador nicaragüense Anastasio Somoza Debayle y su esposa Hope Portocarrero.
Estas fuerzas especiales en conjunto con la Guardia Nacional, resistió hasta el último día de la Presidencia de Anastasio Somoza Debayle, demostrando su fidelidad al dictador, que a menudo era obtenida mediante sobornos y regalías. A pesar de eso continuaron luchando hasta morir o quedar sin municiones,a pesar del fuerte arsenal que disponían en ese entonces muchos guardas nacionales luego del triunfo de la guerrilla marxista "FSLN" fueron a las montañas de Nicaragua uniéndose a la Contra.

## Creación de la EEBI
Anastasio Somoza Portocarrero graduado en la Real Academia Militar de Sandhurst en el Reino Unido, posteriormente en la Escuela Estadounidense de Psicología y Guerra Especial (American School For Psychological And Special Warfare) en el Fuerte Liberty. Anastasio Somoza regresó de los Estados Unidos a Nicaragua y creó la Escuela Entrenamiento Básico De Infantería (EBBI) para reemplazar a los viejos oficiales y tener en la Guardia Nacional de Nicaragua a nuevos soldados con el mejor entrenamiento y una total fidelidad a las Fuerzas Armadas De Nicaragua, para proteger al país de la guerrilla marxista-leninista del FSLN apoyada por Cuba y otros países comunistas.

## Entrenamiento de la EEBI
La EEBI, al ser una Fuerza De Elite de la Guardia Nacional, muchas veces considerada "Un ejército, dentro de otro ejercito" poseía el mejor entrenamiento de todos los soldados de las fuerzas armadas en el país. Tenían como instructores como Michael Echannis y a Charles ‘Chuck’ Sanders, excombatientes de Viet Nam y expertos en ‘lucha antiguerrillera’”.
Los ejercicios de la EEBI cubrían tres campos fundamentales: manejo de armas modernas, artes marciales, guía de carácter del soldado y en sus cursos avanzados combate en la Jungla, Supervivencia. La unidad fue inspirada en los entrenamientos provistos por las fuerzas especiales de los EE.UU (USSF), Los Comando de la Armada Chilena y los paracaidistas de las Fuerzas Brasileñas
Los cursos avanzados de esta fuerza de choque cubrían desde infantería básica liviana, combate en la jungla, sobre vivencia a ataques de armas livianas y pesadas, demoliciones, operaciones de comando e inteligencia, comunicaciones, paramédicos, paracaidismo hasta tácticas ligeras de unidades blindadas, algunos soldados eran enviados a mejorar su entrenamiento a otros países, entre ellos Panamá. Algunos ex-USSF y exiliados del Vietnam del Sur (South Vietnamese LLDB) eran parte de los instructores que proveían el entrenamiento sofisticado junto con los mejores entrenadores del Guardia Nacional
La EEBI contaba con soldados con especialidades variadas, entrenados en Comando y Estado Mayor, Avanzando de Infantería, Rangers y Fuerzas Especiales graduados en Estados Unidos De América, Kaibiles en Guatemala, Lanceros, graduados en Colombia, Comando Corvos graduados en Chile, Comandos graduados en Panamá y Argentina, Paracaidista y Maestros de salto graduados en Estados Unidos, Chile y El Salvador, estas especialidades los hizo capaces y efectivos en la lucha por el país.

## Mitos sobre la EEBI
Esta fuerza Militar se le adjudicaron muchos mitos uno de ellos decía que todos soldado les marcaban con fierro caliente en la piel (exactamente en el talón del pie) las iniciales de esta institución o sea EEBI, haciendo referencia a "Escuela Entrenamiento Básico Infantería".
Según un documento, un oficial de pie, frente a la tropa, grita una interrogante, y los jóvenes reclutas contestan en coro y también a gritos:
¿Qué debe hacer un soldado? Matar, matar, matar.
¿Qué son ustedes? Soldados.
¿Qué son realmente? Tigres.
¿Qué comen los tigres? Sangre roja.
¿Sangre de quién? Del pueblo
No existe documentación fehaciente sobre este mito. Interrogados varios antiguos miembros de la Misión Militar de Estados Unidos basados en Nicaragua durante el periodo 1977-1979 sobre el tema indicaron que jamás escucharon dichas frases.Se atribuye este mito a mandos del difundo Ejército Popular Sandinista debido a que como unidad militar nunca pudieron derrotar a la EEBI en los múltiples enfrentamientos que sostuvieron durante la revolución nicaragüense de 1978-1979.

## Equipo bélico de la EEBI
Armas más comunes de la Guardia Nacional:
La Guardia contaba con fusiles M16 que disparaba cartuchos de 5.56 × 45 mm., lanzagranadas M79 y LAW, ametralladoras M2 de calibre .50 y .30, subametralladoras UZI, morteros de 81 mm y bombas de 500 libras.
También disponía de algunos viejos aviones a reacción T33, aviones push and pull artillados, tanquetas y tanques Sherman y helicópteros para el transporte de tropas y bombas. Sin embargo, sus armas más comunes eran los fusiles M1 Garand y Galil.
Fusil M1 Garand.
Semiautomático calibre .30 de fabricación estadounidense. Era alimentado por un peine en bloque que llevaba 8 cartuchos del calibre y tenía un alcance efectivo de 550 metros.
Galil.
Fusil de asalto israelí. Su modelo ARM, de calibre 5.56 x 45 era el arma oficial de la Escuela de Entrenamiento Básico de Infantería (EBBI). El arma, que aún se utiliza y fabrica, es preferida por muchos ejércitos porque tiene muy buen desempeño en la selva y es un arma versátil y precisa.